# Sido
Sido is een gemeente (commune) in de regio Sikasso in Mali. De gemeente telt 20.800 inwoners (2009).